# Fidela Bernat Aracués
Fidela Bernat Aracués (Uztarroze, Navarra, 24 d'abril de 1898 - Pamplona, 23 de febrer de 1991) va ser l'última parlant nadiua del dialecte navarrès oriental del basc, també conegut com a roncalès.
Casada el 23 de juny de 1925 amb Pedro Ederra Lorea. Va tenir sis fills i des de 1988 estava vídua.
Existeixen arxius sonors de Fidela Bernat, recollits entre 1975 i 1989 per Koldo Artola, de les seves converses personals amb Fidela Bernat.